# 耿再成

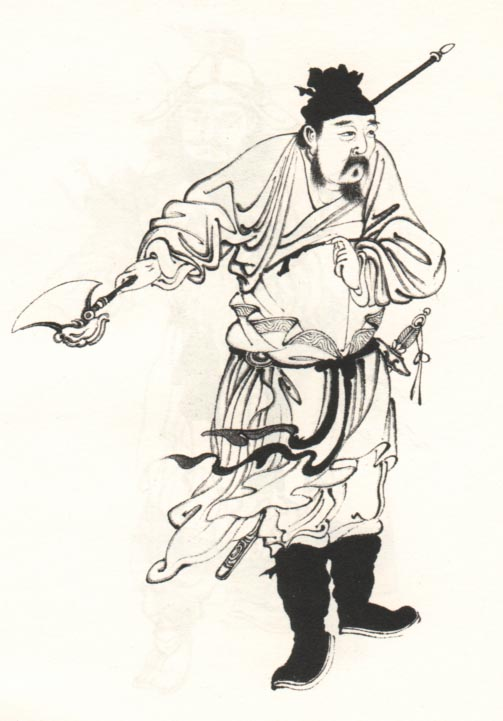
耿再成

耿再成（14世纪？—1362年），字德甫，五河（今屬安徽省）人，元末紅巾軍人物，明朝開國功臣。
元末追隨朱元璋。治军严厉，士兵於蔬菜瓜果无所取。元至正十四年（1354年）十月，丞相脫脫以元軍十萬人合圍六合（今江蘇省南京市六合区），朱元璋以為六合是滁州屏障，派遣耿再成等前往援救，對壘數戰，元軍引去。
至正十九年（1359年），朱元璋命枢密院判耿再成、参军胡大海率兵取处州。至正二十二年（1362年）二月，处州苗帅李佑、賀仁德等叛變，再成當時正在吃飯，闻变上马迎战，兵卒未滿二十人，再成揮劍連斷數槊，受伤落马，不屈而死。追封高阳郡公，配享太廟。洪武十年（1377年），加赠泗国公，谥武壮。